# Marechal

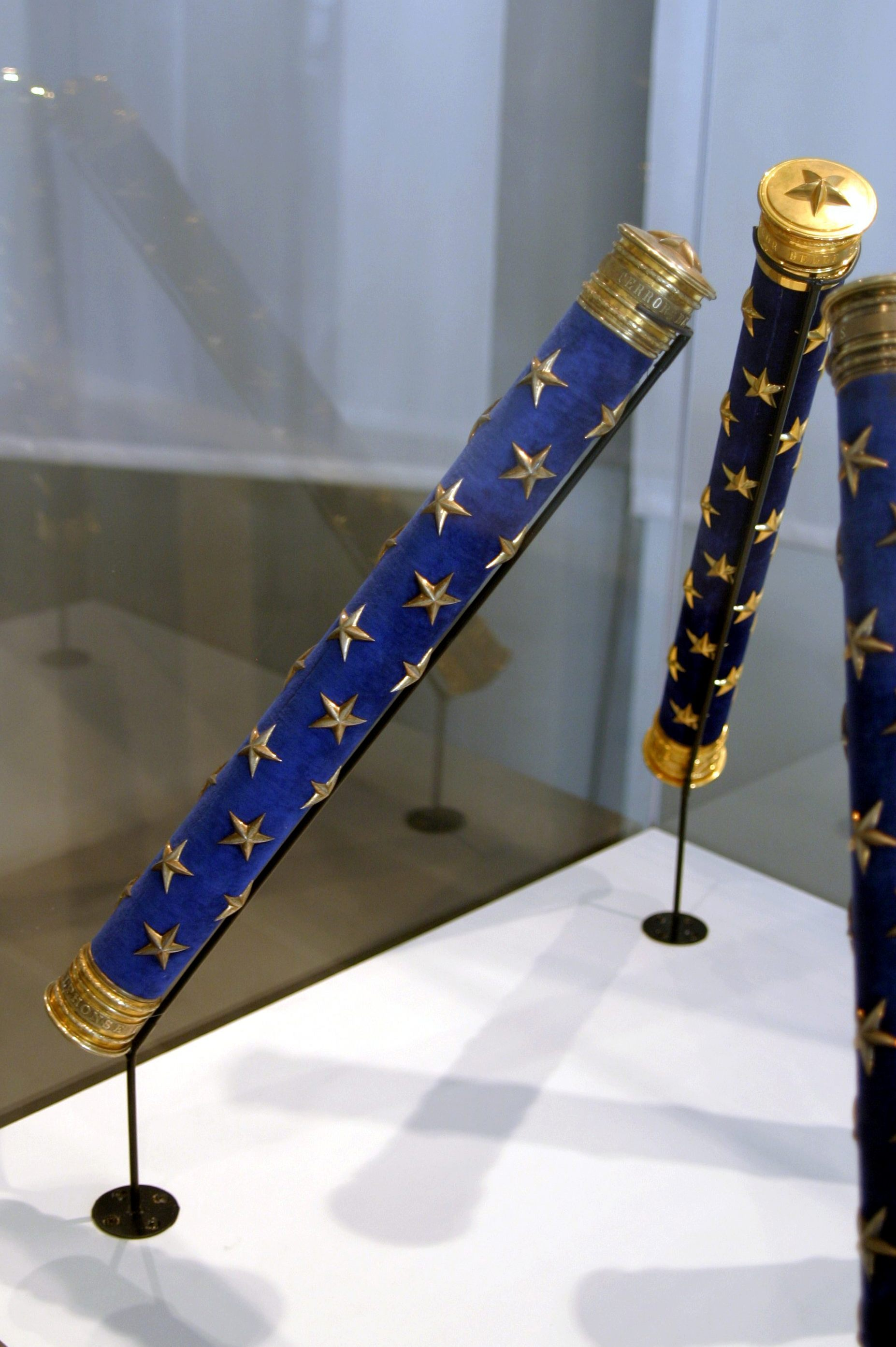
Bastões de marechal do Exército Francês

Marechal é a designação de várias patentes e cargos superiores, tanto no âmbito militar como civil.

Na Idade Média, em alguns países, marechal era o título de um alto oficial militar do Estado, responsável pela disciplina e pela logística dos exércitos em campanha. Era imediatamente subalterno ao condestável.
“Ao Marechal pertence pelo Regimento da guerra repartir os alojamentos de seu exército; depois que pelo Aposentador do Condestable for assinado o lugar, onde se houver de assentar; e para isso tem também o Marichal seu Aposentador, e provè de outros para as cavalgadas; manda ter cuidado das vèlas ao tempo de comer, assim de dia, como de noite”.
Depois passou a ser abaixo de tenente-general e comandava na falta deles e dos generais.
Hoje em dia, a designação é, sobretudo, usada para identificar a mais alta patente das forças armadas de diversos países.
Tradicionalmente, nos países onde a função ou a patente existe, a insígnia de marechal é um Bastão.

## Âmbito militar
Em muitos países, marechal é o posto de maior patente no exército e na força aérea, sendo superior aos dos restantes postos de oficial general. Normalmente, o posto naval equivalente é designado "almirante", "almirante da Armada" ou "almirante da frota".
Geralmente, o posto de marechal é uma dignidade honorífica apenas atribuída aos generais com uma relevante folha de serviços em tempo de guerra.
Alguns países que, por razões políticas ou financeiras, não desejam a existência de uma patente de marechal, criaram a dignidade honorífica de general do Exército, com caraterísticas semelhantes.
Nas forças aéreas de alguns países — geralmente países da Commonwealth — é usado o termo "marechal" em vez do de general. Assim, os postos de marechal da Força Aérea, marechal chefe do ar, marechal do ar e vice marechal do ar, correspondem, respetivamente, aos postos de marechal, general de 4 estrelas, general de 3 estrelas e general de 2 estrelas dos exércitos.
Em outros países, como a França e a Itália, o termo "marechal" é utilizado, também, para designar alguns postos da classe de sargentos ou suboficiais.

### Insígnias e distintivos de marechal (oficiais generais)

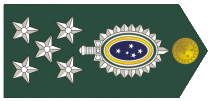
Exército Brasileiro (Marechal)
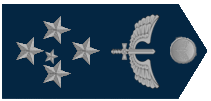
Força Aérea Brasileira (Marechal do Ar)
Exército Francês (Maréchal de France)
Exército Português (Marechal do Exército)
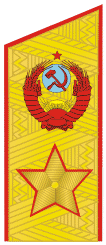
Exército Soviético (Marshal Sovetskogo Soiuza)
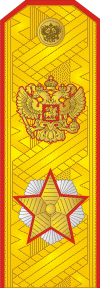
Exercito da Rússia (Márshal Rossíyskoy Federátsii)

### Insígnias e distintivos de marechal (suboficiais e sargentos)

Exército Italiano (Maresciallo capo)
Carabinieri de Itália (Maresciallo ordinario)
Exército Italiano (Maresciallo)
Gendarmerie Francesa (Maréchal des logis-chef )
Gendarmerie Francesa (Maréchal des logis)

### Insígnias e distintivos de marechal (forças aéreas daCommonwealth)

Reino Unido (Marshal of the Royal Air Force)
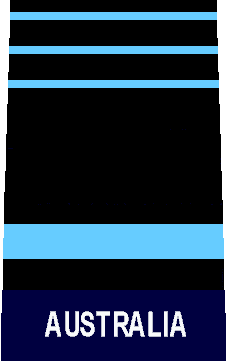
Austrália (Air chief marshal)
Índia (Air chief marshal)
Nova Zelândia (Air marshal)
Reino Unido (Air vice-marshal)

## Âmbito civil

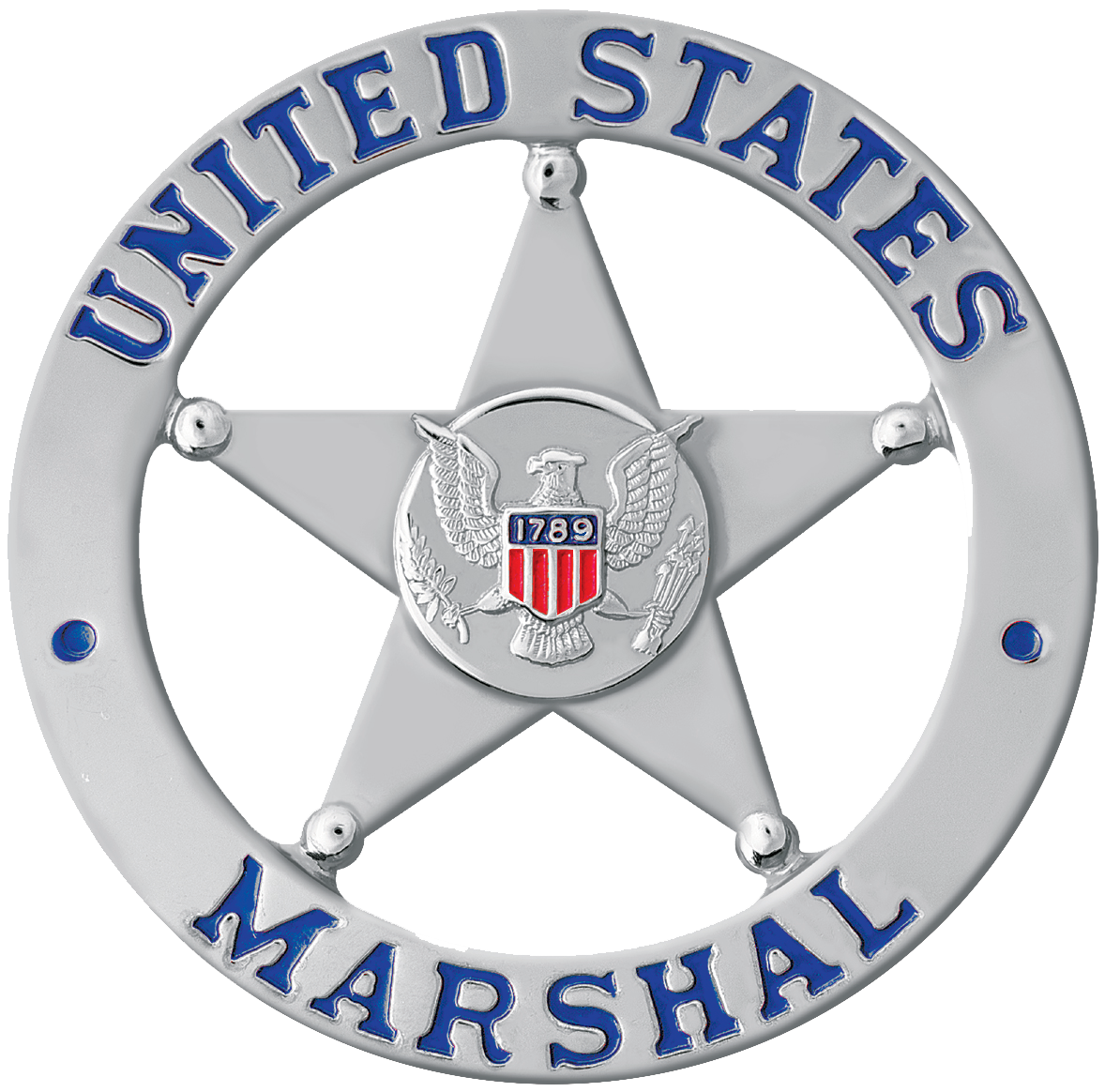
Distintivo de U. S. marshal — meirinho federal dos Estados Unidos

O termo "marechal" é, também, utilizado para designar certas funções civis, especialmente cerimoniais e de agente de autoridade.

### Funções cerimoniais
Em várias monarquias europeias, existiam dignitários com o título de "marechal". As suas funções, normalmente, correspondiam às de mestre de cerimónias. As suas tarefas incluíam o anúncio de convidados em festas, cerimónias, e audiências. Com estas funções, o cargo de marechal ainda existe, por exemplo, na Casa Real Britânica e em certas universidades dos Estados Unidos.
No Vaticano, o Marechal da Santa Igreja Romana era um alto dignitário laico, responsável pela custódia do Conclave. Era responsável por fechar a porta de acesso ao Conclave, trazendo sempre consigo a sua chave.

### Funções de agente de autoridade
Na Idade Média, em alguns países, eram chamados "marechais", certos oficiais de justiça. Esses oficiais de justiça correspondiam aos que, em Portugal, eram denominados "meirinhos" e tinham funções várias, de âmbito judicial e policial.
Na França a Maréchaussée (literalmente "Marechalato") era o corpo policial antecessor da Gendarmerie. A designação do corpo derivava do facto de estar dependente do Marechal de França, o dignitário responsável pela justiça e disciplina no exército. Posteriormente, em outros países, foram criadas organizações policiais semelhantes. Ainda hoje, nos Países Baixos, o Koninklijke Marechaussee ("Marechalato Real") é a força de segurança militarizada nacional. Estes corpos correspondem à Guarda Nacional Republicana portuguesa e às polícias militares brasileiras.
Nos Estados Unidos, existem os "marshals" que são agentes policiais, normalmente, dependentes do poder judicial federal ou estadual. Por exemplo, os United States marshals são agentes policiais, responsáveis pela segurança dos tribunais federais, transporte de presos, perseguição de fugitivos e execução de mandados judiciais. Já os air marshals são agentes policiais que embarcam a bordo de aeronaves da aviação civil, para as protegerem contra-ataques terroristas. O termo "marshal" é, muitas vezes, traduzido por "marechal", mas corresponde melhor aos termos "meirinho" ou "oficial de justiça" usados nos países de Língua Portuguesa.

## Marechal em vários países

### Brasil
Marechal foi a patente máxima no Exército Brasileiro e na Força Aérea Brasileira, sendo que nesta última tem o nome de "Marechal do Ar", posições equivalentes à de Almirante na Marinha. O Marechal se distingue por utilizar cinco estrelas, sendo que o Marechal do Ar as utiliza na posição aproximada do Cruzeiro do Sul e o Marechal do Exército, em formato de x, enquanto as estrelas do Almirante se posicionam em pentágono.
Até a reforma estrutural de 1967, no Exército Brasileiro, os generais de exército (com quatro estrelas), ao passarem para a reserva, ganhavam a quinta estrela pela promoção automática. Com a reforma, somente haverá a promoção de um general de exército a marechal em caso de guerra. Em 1975, o Exército tinha 73 marechais — o que significa que havia mais marechais brasileiros do que franceses e ingleses juntos ao longo de toda a história de guerras de todo o século XX. O último marechal do Exército Brasileiro, Waldemar Levy Cardoso, faleceu em 13 de maio de 2009.
O último marechal brasileiro na ativa, promovido em virtude beligerante, foi João Batista Mascarenhas de Morais, comandante da Força Expedicionária Brasileira. Foi distinguido com as honras de marechal pela Assembleia Constituinte de 1946; em 1951, por decreto do Congresso Nacional, foi investido no posto de marechal em serviço ativo do Exército enquanto vivesse. Mascarenhas de Morais faleceu em 1968.
Entretanto, houve promoções ao posto de Marechal (no Exército), Marechal do Ar (na Aeronáutica) e Almirante (na Marinha) durante as promulgações de estado de sítio em 1964 e 1967, onde cada um dos ministros militares foi alçado ao posto máximo da carreira enquanto comandavam suas respectivas Forças Armadas.
No período imperial, a patente era denominada Marechal do Exército.

### Coreia do Norte
Nas Forças Armadas da Coreia do Norte há três patentes de marechal, em nível crescente: chasu (traduzida como "vice-marechal"), wonsu (propriamente traduzida como "marechal") e taewonsu (equivalente a "grão-marechal" ou generalíssimo).

### Moçambique
Moçambique teve um único marechal na sua história: Samora Moisés Machel, o primeiro Presidente da República (ver também História de Moçambique).

### Portugal
Em Portugal, com a designação de Marechal existiram várias funções e patentes militares.

#### Marechal de Portugal
O cargo de Marechal de Portugal ou Marechal do Reino foi criado pelo Rei D. Fernando I em 1382, na sequência da reorganização do alto comando dos exércitos. O Marechal estava directamente subordinado ao Condestável de Portugal, sendo responsável pelos alojamentos das tropas e por outras funções logísticas. As suas funções equivaliam às do actual Quartel-Mestre-General do Exército. A partir do século XVI o cargo deixou de existir.
O primeiro marechal do Reino de Portugal foi Gonçalo Vaz de Azevedo.

#### Marechal-general
O posto de marechal-general foi atribuído, desde 1762, a alguns oficiais generais, ao exercerem o cargo de Comandante-Chefe do Exército, sendo o primeiro o Conde de Lippe. Entre 1835 e 1910, tornou-se um posto reservado ao próprio Rei, na sua função de Comandante Supremo do Exército.

#### Marechal de campo
Marechal de campo foi a nova designação, do antigo posto de sargento-mor de batalha, adoptada em 1762. Em 1864 o posto de marechal de campo passou a denominar-se general de brigada. Corresponde ao atual posto de major-general.

#### Marechal do Exército

Galhardete de Marechal do Exército Português

Como patente militar o posto de marechal do Exército foi criado em 1762, para ser atribuído a oficiais generais que exercessem a função de governador das armas de uma província. O posto acabou por se tornar uma dignidade honorífica reservada a generais com folhas de serviços muito relevantes, especialmente em situação de combate.
Actualmente o posto existe no Exército Português — marechal do Exército, sendo equivalente ao posto de almirante da Armada na Marinha Portuguesa. De momento não existe nenhum marechal ou almirante da Armada vivo.
Desde a sua criação, no século XVIII, até a atualidade, foram promovidos a este posto menos de 20 militares. No século XX, este posto foi, quase sempre, concedido por motivos políticos, sobretudo aos militares que exerceram a função de Presidente da República. Os últimos marechais do Exército Português foram António de Spínola e Costa Gomes, sendo estes, os únicos a ascenderem a esta patente após o 25 de Abril de 1974. O único almirante da Armada (com esta designação) foi Américo Tomás.

#### Marechal da Força Aérea
Com a criação da Força Aérea Portuguesa, como ramo independente, em 1952, passou também a existir o posto de marechal da Força Aérea. A Força Aérea Portuguesa apenas teve dois marechais — Craveiro Lopes e Humberto Delgado, sendo este último promovido postumamente.